# Propionsäure-tert-butylester
Propionsäure-tert-butylester (auch tert-Butylpropionat oder tert-Butylpropanoat) ist eine chemische Verbindung aus der Gruppe der Carbonsäureester. Der Ester leitet sich von der Propionsäure und von tert-Butanol ab. Verwandte Verbindungen leiten sich von den anderen Isomeren Alkoholen ab: Butylpropionat, 2-Butylpropionat und Isobutylpropionat. 

## Vorkommen

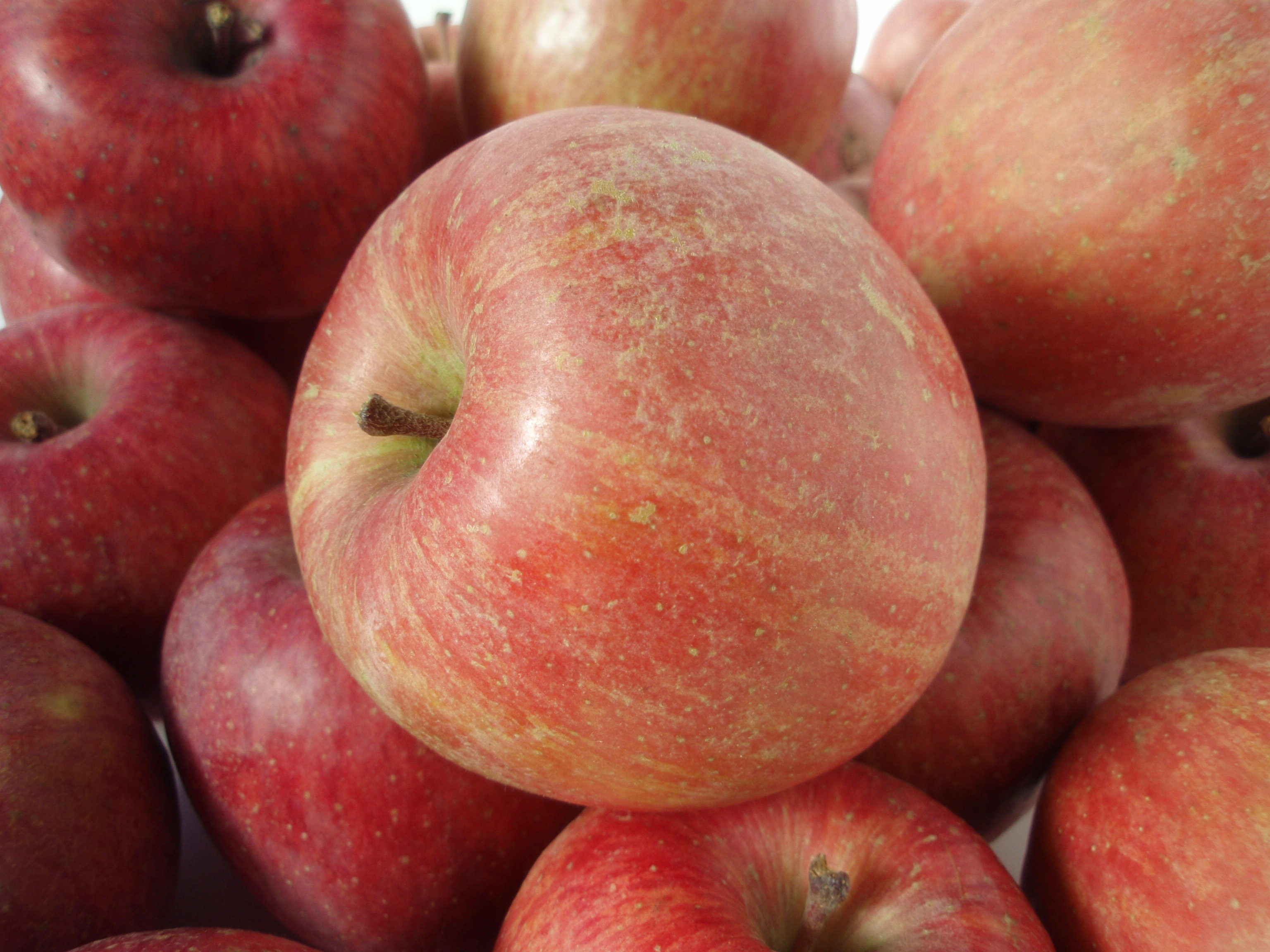
Verschiedene Apfelsorten, zum Beispiel die abgebildete Sorte Fuji, enthalten tert-Butylpropionat

tert-Butylpropionat kommt natürlich in Fuji-Äpfeln sowie in anderen Kultivaren des Speiseapfels (z. B. Granny Smith, Golden Delicious und Pink Lady) vor.

## Herstellung
tert-Butylpropionat kann durch Umsetzung von tert-Butanol mit Propionylchlorid und N,N-Dimethylanilin hergestellt werden.

## Eigenschaften
Propionsäure-tert-butylester ist eine leicht entzündbare farblose Flüssigkeit mit angenehmem, apfelartigem Geruch, die praktisch unlöslich in Wasser ist.

## Verwendung
Propionsäure-tert-butylester wird als Aromastoff verwendet und ist durch die Verordnung (EG) Nr. 1334/2008 in der EU zugelassen. Es ist unter der FL-Nummer 09.356 registriert und darf Lebensmitteln allgemein ohne spezifische Beschränkungen zugesetzt werden. Die Verbindung kann auch zur Synthese anderer chemischer Verbindungen (zum Beispiel Zoapatanol, Naproxen und Flurbiprofen) eingesetzt werden.

## Sicherheitshinweise
Die Dämpfe von Propionsäure-tert-butylester können mit Luft ein explosionsfähiges Gemisch (Flammpunkt 16 °C, Zündtemperatur >300 °C) bilden.